# Arnold Pagenstecher
Arnold Pagenstecher, född 1837 i Dillenburg, död 1913 i Wiesbaden, var en tysk läkare och entomolog. Han var särskilt intresserad av fjärilar och inom denna ordning släktet riddarfjärilar. Han skrev boken Die geographische Verbreitung der Schmetterlinge år 1909.